# Chloroclystis annimasi
Chloroclystis annimasi är en fjärilsart som beskrevs av Edward P. Wiltshire 1982. Chloroclystis annimasi ingår i släktet Chloroclystis och familjen mätare. Inga underarter finns listade i Catalogue of Life.